# Listă de actrițe - K
|  | Listă de actrițe \| \| Listă de actrițe - K \| Liste alfabetice de actori și actrițe \| Listă de actori A - B - C - D - E - F - G - H - I - J - K - L - M - N - O - P - Q - R - S - T - U - V - W - X - Y - Z |

## Actrițe - K
| - Alexandra Kamp (* 1966) - Carol Kane (* 1952) - Carmen Kass (*1978) - Christine Kaufmann (* 1945) - Diane Keaton (* 1946) - Ruby Keeler (1910 - 1993) - Catherine Keener (* 1960) - Sibel Kekilli (* 1980) - Marthe Keller (* 1945) - Grace Kelly (1929 - 1982) - Patsy Kensit (* 1968) - Doris Kenyon (1897 - 1979) - Deborah Kerr (1921 - 2007) - Margot Kidder (* 1948) | - Nicole Kidman (* 1967) - Nastassja Kinski (* 1960) - Pola Kinski (* 1962) - Franziska Kinz (1897 - 1980) - Sonja Kirchberger (* 1964) - Sally Kirkland (* 1944) - Dervla Kirwan (* 1971) - Hildegard Knef (1925 - 2002) - Keira Knightley (* 1985) - Marianne Koch (* 1931) - Hilde Körber (* 1906 - 1969) - Diana Körner (* 1944) - Sylva Koscina (1933 - 1994) | - Hilde Krahl (1917- 1999) - Ann-Kathrin Kramer (* 1966) - Nicolette Krebitz (* 1971) - Lisa Kreuzer (* 1945) - Sylvia Kristel (* 1952) - Renate Krößner (* 1948) - Christiane Krüger (* 1945) - Diane Kruger (* 1976) - Lisa Kudrow (* 1963) - Nicolin Kunz (* 1954 - 1997) - Nancy Kwan (* 1936) - Eva Klemt (* 1974) - Marion Kracht (* 1962) |

## Actori
|  | Listă de actori \| \| Listă de actrițe \| Liste alfabetice de actori și actrițe \| Listă de actori A - B - C - D - E - F - G - H - I - J - K - L - M - N - O - P - Q - R - S - T - U - V - W - X - Y - Z |